# Jean-Baptiste Millière
Pour les articles homonymes, voir Millière.
Jean-Baptiste Millière, né le 13 décembre 1817 à Lamarche-sur-Saône et fusillé le 26 mai 1871 à Paris, est un journaliste et député français.

## Biographie
Fils d’un ouvrier tonnelier, Il suit le choix de carrière de son père jusqu’à vingt ans. Millière parvient à étudier jusqu’à l’obtention d’un diplôme de docteur en droit à Dijon et commence une carrière d’avocat. Socialiste, à la révolution de 1848, il part s’installer à Clermont-Ferrand où il est rédacteur en chef de L’Éclaireur Républicain et fonde le journal Le Prolétaire. Accusé d’« excitation à la haine », il doit fuir Clermont-Ferrand en 1850. 
À Paris, il s’oppose au coup d’État de Louis-Napoléon Bonaparte du 2 décembre 1851 et est arrêté et condamné à la déportation en Algérie. Revenu en France avec l’amnistie de 1859, il travaille plusieurs années dans la compagnie d’assurance Le Soleil comme chef du contentieux, avant d’être congédié pour ses opinions politiques.
En 1869, il devient rédacteur et administrateur de La Marseillaise dont Henri Rochefort est le rédacteur en chef. Impliqué par le pouvoir impérial dans plusieurs affaires de « complots contre la sûreté de l’État », il est relaxé, le 17 mai 1870, par un arrêt de non-lieu. En septembre, il applaudit à la chute de l’Empire.
Au cours du siège de Paris par les troupes prussiennes durant la guerre de 1870, il commande le 108e bataillon de la Garde nationale et participe au soulèvement du 31 octobre 1870 contre le gouvernement.
Le 8 février 1871, il publie, dans Le Vengeur, la preuve des faux commis par le ministre Jules Favre afin d’obtenir un héritage. Le même jour, il est élu député de la Seine à l’Assemblée nationale et siège dans l’opposition à Bordeaux, où il vote contre les préliminaires de paix, puis à Versailles. 
Il soutient la Commune de Paris lorsqu’elle s’impose en mars 1871 et il se trouve dans la capitale lorsque commence la guerre entre la Commune et le gouvernement versaillais. N’occupant aucune fonction, administrative ni militaire, sous la Commune, dont il n’avait pas été élu membre, il ne prend pas part aux hostilités.

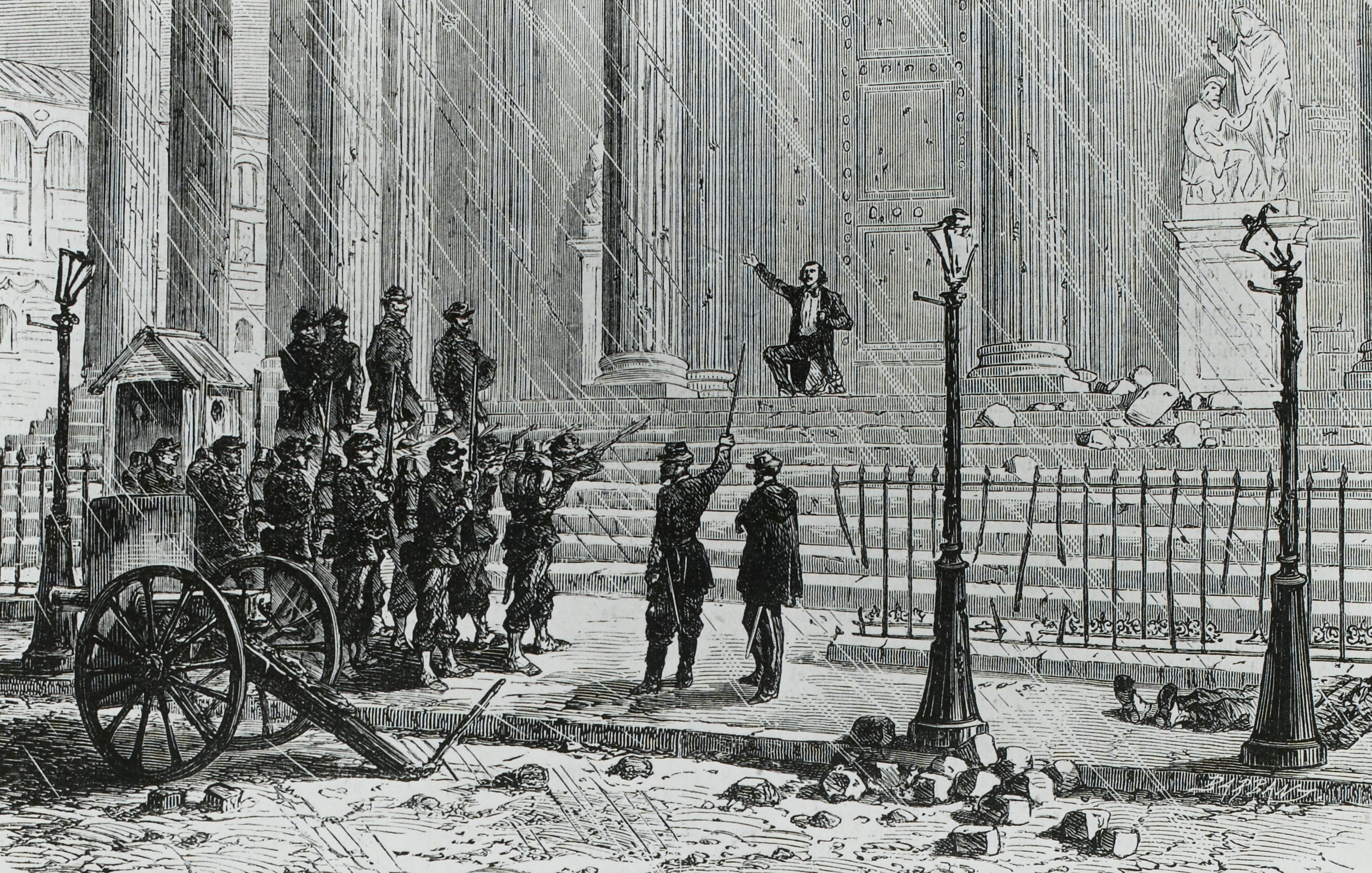
Exécution de Millière sur les marches du Panthéon.Gravure d'après Henri de Montaut pour Le Monde illustré du 10 juin 1871.

Le vendredi 26 mai, il loge chez son beau-père, 38, rue d’Ulm, voisine du Panthéon, lorsque les Versaillais reprennent Paris. Arrêté par un peloton de soldats, il est emmené devant la porte du Luxembourg, sous les fenêtres du restaurant Foyot où le général Cissey, commandant le 2e corps, le marquis de Quinsonas, député royaliste de l’Assemblée, le capitaine Garcin chargé d’interroger les prisonniers, et d’autres, étaient en train de déjeuner. Malgré l'immunité parlementaire, Cissey donne l'ordre à Garcin de faire fusiller Millière « au Panthéon, à genoux, pour demander pardon à la société du mal qu’il lui avait fait… » ; le député refusant de se mettre à genoux, c'est un soldat qui l'y force. Millière tombe aux cris de « Vive la République ! » et « Vive l'humanité ! ».

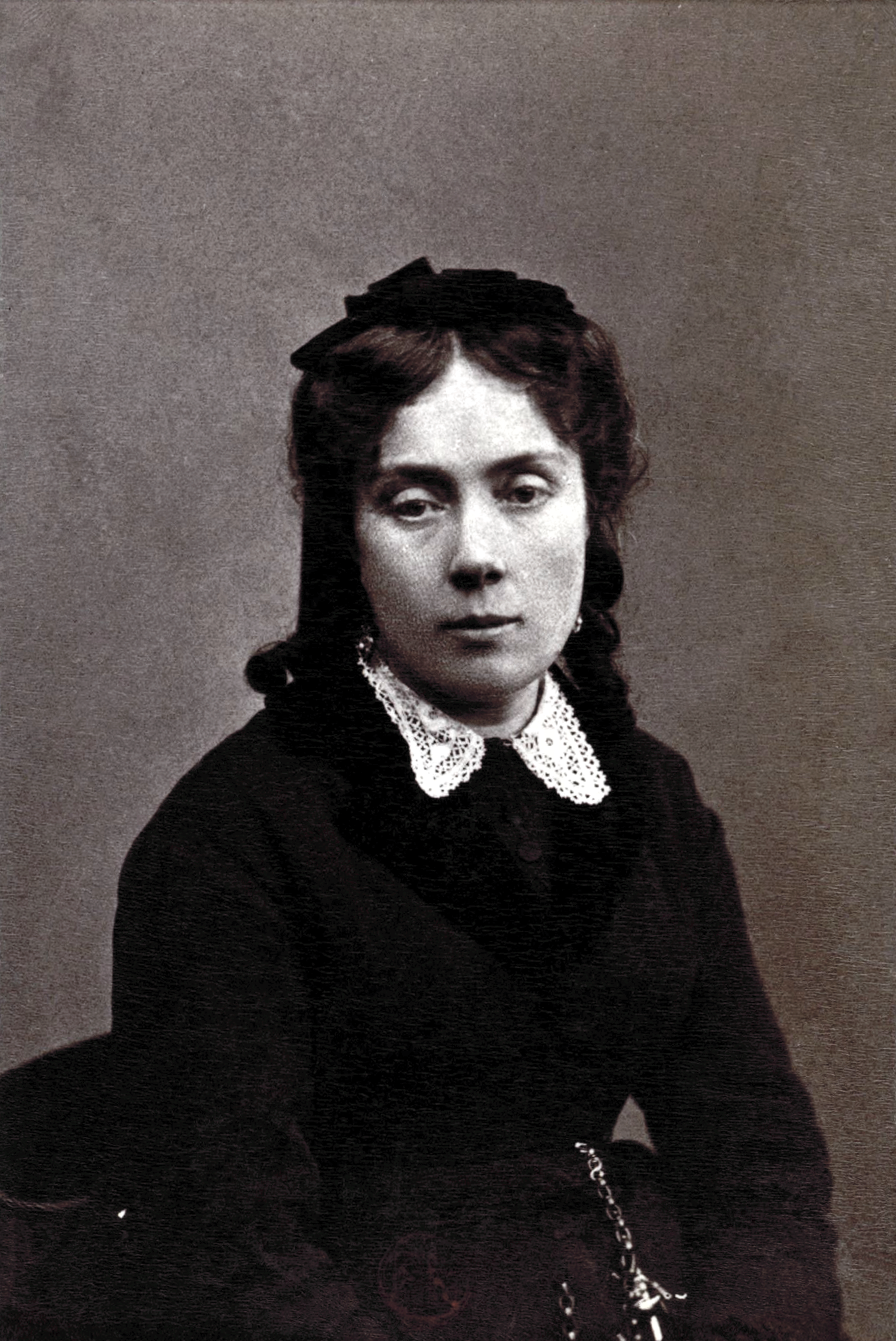
Joséphine-Louise Millière, veuve du député.

Sa femme est également arrêtée à la suite de l'exécution sommaire de son mari. Le 13 août 1871, Le Figaro révèle, à l’occasion de la libération de Joséphine-Louise Millière, en vertu d’une ordonnance de non-lieu, que son époux n’avait pas été fusillé comme membre de la Commune, ni comme fonctionnaire à un titre quelconque de l’insurrection, puisqu’il n’y avait joué aucun rôle, mais comme colonel de la garde nationale. Le journal précise de plus que le député Millière n’avait pas plus été colonel dans la garde nationale que lors de la Commune : c’est la similitude de nom, jointe à la fâcheuse notoriété de l’ex-gérant de La Marseillaise, qui lui a valu d’être pris pour un obscur homonyme galonné, et exécuté à sa place.
Gustave Lefrançais va plus loin encore, accusant à mots couverts Jules Favre d’avoir fait assassiner Millière, pour se venger d'avoir dévoilé ses activités de faussaire.
En 1873, Joséphine-Louise Fourès, veuve Millière, intenta un procès au capitaine Garcin à raison de la fusillade de son mari, lui réclamant 150 000 francs de dommages et intérêts. Le capitaine Garcin ne prit pas la peine de constituer avoué. Il fut couvert par un mémoire du préfet de Seine-et-Oise et par une note du Ministère de la Guerre émanant de Cissey lui-même, alors ministre. La plaignante fut donc déboutée, par le tribunal qui se déclara incompétent, le 6 aout 1873. Une correspondance du Progrès de Lyon de cette époque rapporte que Cissey, outré de cette audace d’oser réclamer contre la mise à mort de son mari, aurait demandé son arrestation avec insistance, et qu’il aurait fallu l’opposition obstinée de Jules Dufaure, alors ministre de la Justice, pour que la demande du ministre de la guerre ne fût pas accordée. Garcin sera promu général.

## Sources
- Prosper-Olivier Lissagaray, Histoire de la Commune de 1871, Paris, La Découverte, 2004, p. 361-363 et appendice xxiii.
- Camille Pelletan, La Semaine de mai, Paris, M. Dreyfous, 1880, 412 p. (lire en ligne), chap. XXI-XXII (« Jean-Baptiste Millière »), p. 134-148.
- « Jean-Baptiste Millière », dans Adolphe Robert et Gaston Cougny, Dictionnaire des parlementaires français, Edgar Bourloton, 1889-1891 [détail de l’édition].